# 이극돈
이극돈(李克墩, 1435년 ∼ 1503년 2월 27일)은 조선 시대 전기의 문신, 정치인, 학자, 외교관이다. 우의정 이인손(李仁孫)의 아들이자 영의정을 지낸 이극배의 동생이다. 무오사화의 원인 제공자로 유자광에 의해 지목되어 사림파로부터 비판의 대상이 되었다. 1910년 대한제국 멸망 이후 복권 여론이 나타났다. 성종의 즉위를 도운 공로로 순성좌리공신(純誠佐理功臣) 4등관에 녹선되고, 광원군(廣原君)에 봉군되었다. 자(字)는 사고(士高)이고 호는 사봉(四峯)이며 시호는 익평(翼平), 본관은 광주(廣州)이다.
그의 부친 이인손과 형 이극배, 동생이극균 3부자가 정승을 지내고 나머지 형제들도 판서를 지냄으로써 형제가 모두 작위를 받고 봉군되어 형 이극배, 이극감, 이극증, 동생 이극균과 함께 봉군되어 5군으로 불렸으며, 종형제인 이극규, 이극기, 이극견 등을 포함하여 8극으로 불리기도 하며, 광주 이씨는 당대 제일의 가문이 되었다.

## 생애

### 출생과 가계
사봉 이극돈은 1435년 우의정을 지낸 이인손(李仁孫)의 다섯아들중 네째 아들로 출생하였다. 고려시대 말기에 신진사대부와 교류하던 둔촌 이집 (遁村 李集)의 후손으로, 탄천 이지직(李之直)의 손자이다. 그의 형 이극배, 이극감, 이극증, 동생 이극균이 5형제 모두 대과에 급제하여 고려말기에 그의 증조부였던 둔촌 이집 (遁村 李集)의 5형제가 모두 등과하였던 연유로 5자 등과 집안으로 명문가의 반열에 올랐으며, 종형제인 이극규, 이극기, 이극견 등과 함께 고위 관직에 활동해 8극으로 불렸다. 그의 다섯 형제들 모두 봉군되어 5군으로 불렸으며 그들이 살았던 신문로2가 부근이 해방후까지 5군골로 불려왔다. 금부도사로 연산군의 모후 폐비 윤씨의 사약을 들고 갔다가 멸문당한 이세좌는 이극돈의 조카였다.
어려서부터 글을 잘 지었고, 독서를 좋아하였으며 영민하였다. 문장력을 인정받았다. 1457년(세조 3) 친시문과(親試文科)에 병과로 급제하였다.

### 관료 생활

#### 관료 생활 초기
그 뒤 전농시주부 임명되고, 이어 성균관직강, 예문관응교, 세자시강원필선, 사헌부집의(司憲府執義) 등을 역임하였다. 글을 잘 지어 칭찬을 들었으며, 경전과 고전의 지식이 해박하였다. 특히 명나라에 보내는 자문의 글을 잘 지었다. 1467년 사헌부 집의가 되었다. 1468년(세조 14년) 2월 중시문과에 2등으로 급제하였다.
2월초 부모를 잃고 고아가 되어 외삼촌 현득리(玄得利)에게 양육되었으나 뒤에 송사를 제기한 류양춘(柳陽春)을 규탄하고, 허통을 취소시킬 것을 청하였으나 받아들여지지 않았다.
"류양춘(柳陽春)은 어릴 때에 그의 어미의 아우인 현득리(玄得利)에게 붙여 양육되었으니, 은혜가 아비와 같은데도, 이에 장고(狀告)를 발하여 꾸짖고 욕하는 데에 이르러서는 조금도 굴복함이 없었습니다. 그 아비가 양(羊)을 훔쳤다고 아들이 증언하니, 어찌 이런 이치가 있겠습니까? 류양춘은 경박한 행동을 한 사람이니, 청컨대 시험에 나아가는 것을 허락하지 마소서. 만약 그 재주로써 시험에 나아가기를 허락한다면 장차 무엇으로 권려하고 경계를 보이겠읍니까? 또 신 등은 듣건대 한 사람을 상(賞) 주어서 천만 인(千萬人)을 권려하고, 한 사람을 벌(罰)주어서 천만 인을 두렵게 한다고 하였습니다. 류양춘과 같은 자는 심행(心行)이 불초(不肖)하니, 허통(許通)함은 마땅하지 않습니다."
이어 양사의 관원들과 함께, 전횡을 부리고 노비를 시켜 사람을 살해하고, 감옥에 갇힌 여죄수를 강간한 공신 홍윤성(洪允成)의 잘못을 탄핵, 치죄할 것을 청하였다. 3월 죄인 김석을산(金石乙山)에게 벌을 주려다가 의혹이 있자 왕명을 받고 좌찬성(左贊成) 김국광(金國光)·예조 판서(禮曹判書) 임원준(任元濬)·사간원 헌납(司諫院獻納) 조간(曹幹) 등과 함께 심문에 참여하였다. 그러나 홍윤성의 잘못이 처벌되지 않자 그는 계속해서 홍윤성의 처벌을 청하는 탄핵 상소를 올렸다. 왕은 홍윤성을 처벌하지 못했으나 이극돈을 위시한 언관들을 초청하여 그 뜻이 가상함을 위로하고 연회를 베풀어 어사주를 하사하였다.

#### 국서 편찬, 언관 활동
1468년 3월 한명회(韓明澮)에 의해 일본에 파견되는 통신사에 임명되어 일본에 다녀왔다. 귀국 후 동년 6월 통정대부 예조참의로 승진하였으며, 1469년(예종 1년) 《세조실록》의 편찬에 참여하였다. 이어 계감청 당상(繼鑑廳堂上)의 한사람이 되어 《무정보감(武定寶鑑)》을 편수하였다. 동년 4월 한성부우윤이 되어 1계급 특진과 제집사(祭執事)직을 겸직하였다. 그해 9월 다시 한성부우윤, 10월 수 사헌부 대사헌(守司憲府大司憲)이 되었다.
성종 즉위 초 부패와 전횡을 일삼는 관리들과 문제있는 신려들을 탄핵, 규찰하였다. 1470년(성종 1년)초에 자신의 형 이극배(李克培)는 병조 판서(兵曹判書)가 되고, 셋째형 이극증(李克增)은 도승지(都承旨)인 점을 들어 스스로 상피를 청하여 사퇴하였다. 바로 사헌부대사헌, 동지사(同知事)를 거쳐 왕명으로 가선 대부(嘉善大夫) 형조참판(刑曹參判)을 거쳐, 1471년(성종 2년)에는 성종의 즉위를 지지한 공로로 좌리공신(佐理功臣) 4등관에 녹훈되었고 광원군(廣原君)에 봉해졌다.

#### 외교 활동과 지방관
1472년 강원도 관찰사(江原道觀察使)를 거쳐 광원군(廣原君)에 임명되었다. 그해 처당숙인 권호(權瑚)의 일에 연루되어 사헌부 장령 허적(許迪)의 탄핵을 받았으나 왕이 듣지 않았다. 1473년 호조 참판을 거쳐 동년 명나라에 파견되는 성절사(聖節使)로 연경에 다녀왔고, 1474년 예조 참판(禮曹參判)이 되었다. 1476년 예조참판으로 폐비 윤씨를 왕비로 책봉하는 책봉 주청사(奏請使)에 임명되어 명나라에 다녀왔다. 1477년 가선 대부(嘉善大夫) 광원군(廣原君), 1478년 병조참판, 가선 대부(嘉善大夫) 광원군(廣原君)을 거쳐 1479년 다시 예조참판이 되었다.
1481년 이조 참판(吏曹參判), 사헌부 대사헌을 역임하고 이때 한명회, 양성지 등의 비행을 규찰하여 탄핵하였으며 이듬해 전라도 관찰사를 지냈다. 1484년 정조사(正朝使)가 되어 명나라에 다녀오는등 여러 차례 사신으로 명에 다녀왔다.

#### 사림파와의 갈등
이후 평안도관찰사가 되었다가 강원도·전라도 관찰사를 지냈다. 전라도관찰사로 있을 때 세조비 정희왕후(貞憙王后)의 국상중에 술에 취해 장흥(長興)의 기생과 어울렸다는 소문을 김일손(金馹孫)이 듣고 이를 사초(史草)에 기록하려한 일로 사이가 나빠졌다. 이후 경상도·영안도 관찰사가 되었다.
1487년(성종 18년) 판한성부사가 되었다. 1494년 이조판서에 이어 병조판서, 호조판서, 5도의 관찰사를 차례로 역임하고 의정부 좌찬성과 우찬성을 거쳐 다시 지경연춘추관성균관사를 겸하였으며, 의정부의 좌찬성에 이르렀다. 그는 성종때부터 훈구파의 대표적인 학자로 신진 사류인 사림파의 집중적인 견제를 받았다. 1497년 경연지사, 의정부좌찬성, 의금부 당상을 지냈다.

#### 무오사화
1498년(연산군 4년) 《성종실록》을 편찬할 때 실록청 당상관을 역임하였다. 1498년 실록청 당상관으로 〈성종실록〉을 편찬할 때 사초를 정리하다가 김일손이 스승인 김종직(金宗直)의 〈조의제문 弔意帝文〉과 훈구파의 비위사실을 기록한 것을 발견하고는 총재관(總裁官) 어세겸(魚世謙)에게 고했으나 효과가 없자, 김종직에게 개인적인 원한이 있는 유자광(柳子光)에게 이를 알렸다고 전해지고 있으나 , 이는 이극돈이 죽은 이후 중종반정 이듬해 삼사의 탄핵을 받은 유자광에게 무오년의 일에 대해 문초하자 유자광이 처음에는 허침에게서 들었다고 하여 그럴리없다고 추국하자 이극돈이 알려줬다고 토설한 진술로인해 사림으로부터 유자광과 함께 이극돈이 무오사화의 원인제공자 지목되었다. 무오사화때 유자광은 김종직의 저서들도 구하여 조의제문 사본을 의금부와 형조의 형관들에게 제출하고, 원본에 해석과 주석을 달아 연산군에게 전달하면서 사태가 확대되었으며, 연산군은 김종직이 세조의 부름을 받아 세조의 녹을 받았으면서 주인을 배신했다며 사림파에 대한 숙청을 단행한다. 그러나 어세겸·유순(柳洵)·윤효손(尹孝孫)·김전(金詮) 등과 함께 이극돈 또한 사관으로서 김일손의 사초를 보고도 즉시 보고하지 아니하였다는 이유로 사화가 있은 뒤 파직을 당하였다가, 다시 복권되어 광원군에 봉하여졌다.

### 죽음
1469년(예종 1)에 무정보감(武定寶鑑)을 편찬, 완간하였으며, 성종때에도 왕명을 받들어 1483년(성종 14) 강목신증(綱目新增), 1485년(성종 16)에 성종의 서거정(徐居正)·정효항(鄭孝恒) 등과 함께 동국통감(東國通鑑) 을 편찬, 발간하였다. 1501년(연산군 7년) 병조판서가 되었다. 1503년(연산군 9년) 1월 병조의 업무가 중함을 들어 스스로 병조판서에서 사퇴하고, 그해 2월 27일 병으로 사망하였다. 당시 그의 향년 68세였다. 죽은 뒤 익평(翼平)이라는 시호가 내려졌다. 그러나 뒤에 관직과 함께 추탈되었으나 중종6년 이세정의 상소에 의해 환급되었다.

### 사후
경기도 광주군 중부면(현 성남시 중원구 하대원동) 산3-1 대원근린공원 뒤 능선에 안장되어있다. 그의 묘소와 아들 이세정의 묘소는 그의 할아버지 탄천 이지직의 묘소로 들어가는 입구에 있다.
1511년(중종 6년) 6월 아들 병조 참의 이세정(李世貞)이 그를 신구, 변호하며 억울함을 청하는 상소를 올리니 중종이 특명으로 그의 직첩을 되돌려주었다. 바로 홍문관 부제학 이세인(李世仁)이 작첩 환급의 불가함을 상소했으나 왕이 거절하였고, 6월 16일 예문관 봉교(奉敎) 유중익(兪仲翼)은 그가 유자광을 사주하여 무오사화를 일으켰다며 환급의 반대를 상소했으나 왕이 들어주지 않았다. 이후 양사에서 작첩 환급의 불가함을 계속 상소하였으나 왕이 듣지 않았으며 추후 다시 거론하지 말라 하였다.

## 가족 관계
- 할아버지 : 이지직(李之直, 1354 - 1419, 호는 탄천(炭川), (태종)이조참의, 정몽주의 문인)
  - 아버지 : 이인손(李仁孫, 우의정, 1373년 ~ 1463년 윤 7월 13일)
    - 형님 : 이극배(李克培, 영의정 광릉부원군)
    - 형님 : 이극감(李克堪, 형조판서 광성군, 시호는 문경, 영의정을 지낸이준경의 증조부)
    - 형님 : 이극증(李克增, 우찬성 광천부원군)
    - 동생 : 이극균(李克均, 좌의정 광남군, 5대손은 영의정 덕형(德馨)))

  - 부인 : 안동권씨(安東權氏)
    - 아들 : 이세전(李世銓, 부사)
    - 아들 : 이세경(李世銓, 돈령부 첨정)
    - 아들 : 이세정(李世貞, 1461 - 1529, 도승지,전라감사)
      - 손자 : 이수완(李秀莞, 판관)
      - 손자 : 이수진(李秀蓁)

    - 딸 : 광주이씨(廣州李氏, 1470년 ~ 1553년)윤탁연, 이용의 처조모, 임진왜란 때 순절한 윤경원의 외증조모
    - 사위 : 송수(宋壽, 1470년 ~ 1517년 9월)
      - 외손자 : 송맹경(宋孟璟)
      - 외손자 : 송숙경(宋叔璟)
      - 외손자 : 송말경(宋末璟)

## 평가
세조, 성종 대에 유능한 정치가이자 행정관으로 중용되었을 뿐 아니라 국방, 외교, 내치에 골고루 업적을 남긴 관료였다. 글을 잘 지었으며, 전례(典禮)에 밝고 경학과 사장(詞章)에 능하였다. 실록에는 '사물을 처리하는 재간이 있었고 관리의 행정을 환하게 습득했으며, 옛일을 익숙하게 알고 모든 일을 자세히 생각하여, 이르는 곳마다 업적이 있어서 한때의 추앙한 바가 되었지만, 성격이 너무 까다로워 털끝만한 일도 파고들었다.'고 평하였다.
이극돈이 살았던 시기는 역사상 훈구세력과 사림세력이 첨예하게 대립하여 정국을 이어갔던 때였다. 아울러 정치적으로 홍문관,사헌부,사간원으로 대표되는 삼사의 역할과 위상이 고조되어 의정부,육조와 함께 어깨를 나란히 할 정도로 국정운영의 한축으로 떠올랐던 시기였으며, 조선 건국의 경제적 배경이 되었던 과전법이 붕괴되어 가는 시점이기도 했다. 이렇듯 혼란한 정국속에서 훈구세력을 대표한다고 알려진 인물이 다름 아닌 이극돈이었다.
이극돈이 성종 초기에 사헌부 대사헌 신분으로 시무12조라 일컫는 상소문을 올려 왕으로 하여금 국정전반에 걸친 폭넓은 개혁을 주창하였으며 차서를 구애하지말고 발탁하여 등용 할 것 등을 요구한것은 당시대의 사대부가에서는 상상하기힘든 진보적인 주의주장이라 할 것이다. 그는 이러한 주장을 왕으로 하여금 국가 원로등이 총 동원되어 사안별로 검토케 했으며 국정운영에 적극반영되게한 실천적 리더십으로 당시 정국을 주도했던것으로 보인다. 주지하다시피 이극돈은 조선 초기 훈구와 사림세력의 갈등 구조 속에서 훈구 세력을 대표하는 인물로 자리매김 하고 있는데, 그가 죽은 이후에는 사림세력들이 집권하여 정권을 유지해 갔기에, 그에 대해서는 부정적인 면들이 부각될 수밖에 없었던 것도 사실이다. 또한 무오사화의 발단을 제공한 인물로 알려졌으나 도리어 국왕에게 미리 실록의 내용을 알리지 않았다는 이유로 투옥되었다는 점은 역사 평가 작업이 쉽지 않음을 의미한다.
김종직이 조의제문을 지은 것을 최초로 발설한 인물인 유자광에게 성종실록에 조의제문이 실린것을 알려준 인물로 유자광에 의해 지목되어, 연산군 4년 무오사화의 원인제공자로 알려져 두고두고 비판의 대상이 되었다. 그는 중종 때인 1511년 아들 이세정의 상소에 의해 복권되었으나, 조광조 등 사림의 진출과 1565년(명종 20년) 훈구파가 정계에서 몰락하고 그의 후손인 이이첨이 인조반정에 의해 실각하면서 비판과 부정의 대상이 되어 왔다.
그에 대한 동정 여론과 복권 논의가 나타난 것은 1910년(융희 4년) 대한제국 멸망 이후부터였다.

## 무오사화의 원흉인가?
1498년 《성종실록》을 편찬할 때에 기사를 정리하다가, 당시 실록청 당상이었던 윤효손으로부터 사림파의 지도자인 김종직의 제자 김일손이 사관으로 있을 때에 김종직이 지은 〈조의제문〉을 사초에 실은 것에 대한 처리 방안을 협의 받고, 그는 이 〈조의제문〉이 성종대의 역사에 세조의 행적을 싣는 것이 문제가 있다고 생각되어 사초를 봉하고 일체 발설치 말 것을 당부하였으나, 다음날 유자광, 윤필상, 노사신, 한치형 등이 연산군에게 秘事(비사)를 아뢰기를 청하면서 도승지 신수근으로 하여금 출납을 관장하게 하고, 사관의 참여를 막아서 유자광등이 어떤 경로를 통해 '세조조의 일'이 김일손의 사초에 기록되어 있는 것을 알았는가가 명확하게 드러나지 않았다. 즉 임금에게 보고 하면서 '언제 어떻게 어떤 경로로 알게 되었는가?'하는 문제는 당연히 보고 되었을것인즉 자광이 사초의 일을 연산에게 말했다면 이극돈이 연산으로부터는 즉시 보고치 않았다는 죄목으로 체포되어 삭탈관직에 4개월간 유배생활을 당하기보다는 상을 받았을 것이나, 사림파들로부터는 무오사화의 원흉으로 몰렸었다. 연산군 일기와 중종실록 등 역사에 의하면 무오사화로부터 피해자인 그가 가해자로 몰린 아이러니는 사림과 훈구의 갈등속에 사림파로부터 집중 견제를 받은 까닭이 아니었나 싶다.

## 기타
광해군 때의 북인 중진 이이첨은 그의 5대손이었다. 그러나 훈구파가 몰락하면서 그가 부정적으로 묘사, 연루되어 이이첨의 일족들은 선대 둔촌이집으로부터 9대에 걸쳐 한번도 빠짐없이 문과 급제를 한 조선역사에 보기 드문 내력의 집안임에도 불구하고 세간으로부터 무시와 불이익을 감내해야 했다. 오성과 한음의 주인공이기도 한 한음 이덕형은 이극돈의 동생 이극균(李克均)의 5대손이었다.

### 번역, 출판 작업
세조때부터 성종조에 이르기까지 경국대전편찬에 심혈을 기울였으며, 세조실록의 편수관으로, 성종실록 편찬시 지관사로 참여했으며, 예종때는 무정보감을 직접편찬했고, 신목강증을 노사신 이경동 등과 함께 편찬했다. 무정보감은 조선 건국초부터 예종당대까지 발생했던 국내의 정변과 전쟁, 외침사건의 전말을 기록한 책인데 현재는 전하지 않는다. 1492년(성종 23)에유양잡조(酉陽雜俎)·당송시화(唐宋詩話)·유산악부(遺山樂府)와 국내 저작인 파한집(破閑集)·보한집(補閑集)·태평통재(太平通載) 등의 책을 인쇄, 발간하는데 참여였다. 또한 1494년(성종 25)에 노사신 등과 계몽의두(啓蒙議頭) 등의 책과대명률(大明律)을 대조해 미비한 것을 참작해 쓸 것을 청하였던 것과 동국통감(東國通鑑)의 편찬에 참여하여 서문을 직접썼으며, 감수에도 참여하였다.

## 작품
```
* 
왕과 비
 - 
변희봉
```

## 같이 보기
| - 무오사화 - 갑자사화 - 조의제문 - 계유정난 - 세조 찬위 - 이극감 - 이극균 - 이극배 - 임사홍 - 신숙주 - 한명회 - 김종직 - 김일손 - 김숙자 - 조광조 | - 사림파 - 권람 - 임사홍 - 한명회 - 정철 - 폐비 윤씨 - 남이의 옥사 - 봉석주 - 박원형 - 이극증 - 이세좌 - 이수경 - 이준경 - 이윤경 - 이중경 | - 이이첨 - 박원종 - 유자광 - 이광식 - 이감 - 이기 - 홍윤성 - 홍달손 - 양정 - 한치인 - 박원종 - 이색 - 심통원 - 김안로 - 윤임 | - 윤지임 - 윤원형 - 윤필상 - 한확 - 한치형 - 사육신 - 생육신 |

## 참고 자료
- 이극돈:한국역대인물종합정보시스템[깨진 링크(과거 내용 찾기)]
- 이극돈:네이버

## 참고 문헌
- 세조실록
- 예종실록
- 성종실록
- 연산군일기
- 중종실록
- 대동야승
- 국조방목
- 연려실기술